# Chitona
Chitona — род жуков-узкокрылок.

## Описание
Окраска тела не металлическая. Вершины мандибул с одним остриём. Глаза с выемкой.

## Перечень видов
В состав рода входят:
- Chitona baulnyi Fairmaire, 1864
- Chitona calida Kocher, 1969
- Chitona kocheri Pic, 1952
- Chitona macedonica Љvihla, 2006
- Chitona semividua Fairmaire, 1876
- Chitona sieversi Kiesenwetter, 1878